# Louis-Balthasar Néel
Louis-Balthasar Néel (1695-1754) fue un literato, historiador y magistrado de Francia.

## Biografía
Néel nació en Ruan en 1695 y era hijo de un médico distinguido Balthasar Néel quien dejó escrita una disertación sobre las cualidades y propiedades de unas aguas descubiertas en su época bajo el nivel de Santa-Caterina: <<Dissertation sur les eaux minérales de nouvelle découverte de Saint-Paul>>, Rouen, Mauroy, 1708, in-4º., y para saber más de su obra el consejero médico del rey James Nihell  escribió el tratado <<Traité des eaux minérales de Rouen>>, Rouen, 1759.
Néel en 1712 aceptó el cargo de consejero del rey, vizcondado de Eau a Ruan, juez civil, criminal y de policía para las riveras del río Sena y del río Eure y otros afluentes. Más tarde, tras vender el cargo en 1725, Néel consagra su vida a la cultura de las letras, hombre de buen espíritu, poeta estimable y respetable historiador, y revela agudeza en un jocoso éxito popular en prosa intitulado <<Viaje de París a San Cloud por mar, y retorno de San Cloud a París por tierra>>, con numerosas reimpresiones; el héroe del citado opúsculo burlesco es un hombre joven que efectúa por primera vez un viaje a San Cloud, quien se maravilla de todo lo que ve y tiembla al menor peligro aparente que concibe su imaginación.
Néel dejó escritas otras creaciones literarias e históricas como las siguientes: una epístola sobre las conquistas del príncipe de Conti por Italia, Luis Francisco I de Borbón-Conti quien gobernó el Piamonte y venció en la cruenta batalla de Coni, siendo los Conti rama segunda de la Casa de Borbón-Conde, siendo su líder Armando (1629-1666), quien tomó parte en algunas revueltas de la Fronda (sublevación), y antes de este usó el título Francisco  I  de Conti (1558-1614) hijo de Luis I de Borbón-Conde, quien se casó con una hija del duque Enrique I de Guisa, Luisa Margarita de Lorena (Francia) (1557-1631) quien redactó y publicó la siguiente obra sobre las amantes de Enrique IV de Francia, <<Histoire des amours de Henry IV>>, Leyde, 1663; un poema sobre el sitio de Maastricht, donde el ejército de Francia liderado por Mauricio de Sajonia (1696-1750) libró sobre los muros de Maastricht sangrienta batalla; un poema sobre la toma de Bruselas también por Mauricio de Sajonia que cae el 20 de enero de 1717 que había puesto sitio a la ciudad el 30 de enero ante una guarnición de 18 batallones y 9 escuadrones con cuantiosos jefes superiores; historia de Mauricio de Sajonia e historia de Luis I de Orleans.
De la misma familia que Néel tenemos a las siguientes personas:
- Jean-Baptiste Néel.- Nacido en Ruan , poeta del siglo XVII y asiduo de la Academia de Palinods o de la Inmaculada Concepción de las Tres Vírgenes de la citada villa, antes llamada <<Puy de la Conception>> en sus orígenes asociación puramente religiosa hasta que en 1486 deviene en sociedad literaria por Pierre Dare, con el permiso del arzobispo Robert de Croixmare, elaboró nuevos reglamentos, empezando las obras a ser juzgadas y recompensadas sobre un teatro donde se encontraba una especie de tribuna llamado la <<Puy de la Conception>>, de la palabra griega <<podion>>, y como las tres primeras composiciones presentadas sobre el <<PUy>> repetían el mismo verso al final de cada estrofa, estableciéndose reglas sobre esta especie de poesías, de ellas tomó el nombre de <<Palinods>> de una palabra griega que significa canto repetitivo. Jean- Baptiste fue coronado tres veces por la citada academia por las siguientes obras:
  - Moise sauve des eaux, 1719.
  - Le Siege de Rome par Alaric, 1724
  - Le Vaisseau de Saint François-Xavier, 1727.
- Marie-Adolphe Néel (1809-1851).- Hizo brillantes estudios en el Liceo de Ruan recibiendo un premio de honor en 1825 y era regla de su vida la educación cristiana que recibió. Más tarde concluyó la carrera de derecho y ejerció de abogado en Ruan y capitaneó la guardia nacional de esta villa durante mucho tiempo y por su obrar en las jornadas de junio de 1848 recibió la cruz de la legión de Honor.

## Obras
- Epitre en vers au Roi sur sa premiere campagne, 1744.
- La Prise de Bruselles, 1746.
- Le Siege de Maestricth, 1748.
- Epitre au prince de Conti sur ses conquestes en Italie
- Voyage de Paris a Saint-Cloud par mer et par terre, La Haye, 1748, in-12º.
- Voyage de Paris  Saint-Cloud (por Néel) et retour par terre ( por Lottin), 1760, 1762, in-12º. (Augustin-Martin Lottin (1726-1793) fue un librero, impresor y literato, aumentada dicha obra con <<Annales et antiquites de Saint-Cloud>> investigaciones curiosas por la convalecencia del padre de Luis XVI de Francia en 1752. Otras obras de Lottin la siguientes: <<Almanach historique des ducs de Bourgogne>>, 1752; <<Grande lettre sur la petite edition du Cato-Major>>, 1762, in12º; <<Liste chronologique des editions, des comentaires et des tarductions de Salluste>>, 1768, in.12º; <<Eloge de Catinat>>, 1765,in-8º; <<Almanach des Dauphins>>, 1782, in-24º; <<Catalogue alphabetique des libraires>>, 1789; <<Catalogue des livres imprimes en Louvre>>, 1793, in-8º)
- Histoire de Maurice, comte de Saxe, maréchal de France, Dresde, 1752, 2 vols. (enriquecida la obra con planos de la batalla de Fontenoy y la batalla de Lafelt)
- The history of Maurice Count Saxe..., London, T. Osborne, 1753, 2 vols.
- Storia di Maurizio, conte di Sassonia, Ámsterdam, 1753, 2 vols.
- Histoire de Louis d'Orleans, 1753, in-12º.